# Soi et les autres
 (juillet 2025).
Soi et les autres est une étude psychologique de Ronald David Laing, publiée pour la première fois en 1961. Cette dernière a été rééditée dans une deuxième édition (1969), qui (selon les mots de Laing) a été « largement révisée, sans être modifiée de manière fondamentale ».
Ce livre appartient à une série de textes de Laing datant des années 1960, qui traitent de la relation entre la folie et soi dans un contexte ou un lien social. Ces écrits ont donné naissance à une véritable forme de culte autour de Laing durant cette période.

## Structure
Soi et les autres est structuré en deux parties : « Modes d'expérience interpersonnelle » et « Formes d'action interpersonnelle ». Dans la première partie, Laing critique la conception kleinienne du fantasme inconscient, telle que présentée par Susan Sutherland Isaacs, pour son incapacité à intégrer la dialectique interpersonnelle propre à l'expérience humaine. Il s’appuie également sur la pensée kleinienne pour mettre en lumière la prévalence des systèmes de fantasmes sociaux.
Dans la deuxième partie, Laing explore dans quelle mesure un individu est ou n'est pas investi dans ses propres actions, en utilisant des idées tirées de Martin Buber et de Jean-Paul Sartre. Il a également étendu le concept américain de double contrainte pour couvrir l’expérience du patient schizoïde.
Dans les deux sections, Laing utilise des éléments issus de l'œuvre de Dostoïevski pour illustrer ses points théoriques.

## Lectures complémentaires
M. Howarth-Williams, RD Laing (1977)